# Luftwaffe (Wehrmacht)
Luftwaffe (LW) je ime nemškega vojnega letalstva v času Tretjega rajha in je bil poleg armade, Heera in mornarice, Kriegsmarine sestavni del oboroženih sil, Wehrmachta. 
Vrhovni poveljnik Luftwaffe (nemško: Oberbefehlshaber der Luftwaffe) je bil od ustanovitve in nato ves čas druge svetovne vojne Hermann Göring, ki je deloval preko vrhovnega štaba letalstva imenovanega Oberkommando des Luftwaffe oziroma s kratico OKL. Poleg tega štaba je glede zadev Luftwaffw delovalo še ministrstvo za letalstvoo z imenom Reichsluftfahrtministerium (RLM). Ministrstvo je od leta 1933 do 1944 vodil Erhard Milch, ki velja za ključnega moža pri ustanovitvi in kasnejšem vodenju Luftwaffe. 
Pod luftwaffe so sodili poleg letalskih tudi druge enote. Vsebovala je celotni sistem zračne obrambe, od obveščevalnih enot, preko radarskih postaj in protiletalskih enot artilerije in na samem koncu tudi raket. Eden najbolj osovraženih topov vojne, 88mm Flak je prišel iz njenih vrst.Pod luftwaffe so spadale tudi nemške padalske enote, tako imenovani Fallschirmjäger, ki so veljali za elito in so dosegli več bojnih uspehov. Eno od Hitlerjevih povračilnih orožij, izstrelek V1 ali leteča bomba,ki je nosila 1 tono raztreljiva  je bila prav tako razvit v vrstah luftwaffe. 

## Zgodovina
Pred vojno in na samem njenem začetku je bila Luftwaffe med najmočnejšimi in najmodernejšimi vojaškimi letalstvi na svetu. Zatem pa se je v sami vojni povsem iztrošila in na koncu ni mogla preprečiti hudih in stalnih zračnih napadov na Nemčijo. 